# Basketball Federation of Democratic Republic of Congo
La Basketball Federation of Democratic Republic of Congo è l'ente che controlla e organizza la pallacanestro nella Repubblica Democratica del Congo.
La federazione controlla inoltre la nazionale di pallacanestro della Repubblica Democratica del Congo e ha sede a Kinshasa.
È affiliata alla FIBA dal 1963 e organizza il campionato di pallacanestro congolese.